# Piet Norval
Piet Norval (Città del Capo, 7 aprile 1970) è un ex tennista sudafricano.

## Biografia

### Carriera tennistica
Fa il suo esordio nel circuito maggiore agli Australian Open 1989, dove viene battuto al primo turno dall'australiano Jason Stoltenberg. In singolo ha disputato in totale 16 partite, di cui sole 4 vinte, raggiungendo, come suo massimo, il 125º posto del ranking ATP. Nel doppio esordisce al Torneo di Wimbledon 1990, assieme al connazionale Wayne Ferreira, con cui riesce ad arrivare sino al terzo turno, facendosi battere dalle allora teste di serie nº1 del torneo Rick Leach e Jim Pugh. Riesce a vincere il suo primo torneo un anno dopo a Miami, sempre in coppia con Wayne Ferreira. Nel corso della sua carriera ha conquistato 14 titoli e, inoltre, un argento olimpico alle Olimpiadi di Barcellona 1992, raggiungendo il 16º posto del ranking.
Si ritira nel 2001.

### Vita privata
Nel 1993 ha sposato Nolde, da cui ha avuto tre figli: Rossouw, Luca e Leo.
Norval è appassionato di golf, paracadutismo e bungee jumping.
È inoltre cofondatore della Spier Tennis Academy a Città del Capo.

## Statistiche

### Doppio

#### Vittorie (14)
| Legenda                           |
| Grande Slam (0)                   |
| Tennis Masters Cup (1)            |
| Masters Series (2)                |
| ATP International Series Gold (1) |
| ATP International Series (10)     |

| N.  | Data             | Torneo                              | Superficie     | Compagno           | Avversari in finale                 | Punteggio     |
| 1.  | 25 marzo 1991    | Miami Open, Key Biscayne            | Cemento        | Wayne Ferreira     | Ken Flach Robert Seguso             | 6-0, 7-6      |
| 2.  | 22 marzo 1993    | Grand Prix Hassan II, Casablanca    | Terra rossa    | Mike Bauer         | Ģirts Dzelde Goran Prpić            | 7–5, 7–6      |
| 3.  | 18 ottobre 1993  | Bolzano Open, Bolzano               | Sintetico      | Hendrik Jan Davids | David Adams Andrej Ol'chovskij      | 6–3, 6–2      |
| 4.  | 9 maggio 1994    | ATP German Open, Amburgo            | Terra rossa    | Scott Melville     | Henrik Holm Anders Järryd           | 6–3, 6–4      |
| 5.  | 25 luglio 1994   | Stuttgart Open, Stoccarda           | Terra rossa    | Scott Melville     | Jacco Eltingh Paul Haarhuis         | 7–6, 7–5      |
| 6.  | 15 luglio 1996   | Hall of Fame Open, Newport          | Erba           | Marius Barnard     | Paul Kilderry Michael Tebbutt       | 6–7, 6–4, 6–4 |
| 7.  | 5 agosto 1996    | Los Angeles Open, Los Angeles       | Cemento        | Marius Barnard     | Jonas Björkman Nicklas Kulti        | 7–5, 6–2      |
| 8.  | 3 agosto 1998    | Croatia Open Umag, Umago            | Terra rossa    | Neil Broad         | Jiří Novák David Rikl               | 6–1, 3–6, 6–3 |
| 9.  | 25 ottobre 1999  | Grand Prix de Tennis de Lyon, Lione | Sintetico      | Kevin Ullyett      | Wayne Ferreira Sandon Stolle        | 4–6, 7–6, 7–6 |
| 10. | 15 novembre 1999 | Stockholm Open, Stoccolma           | Cemento indoor | Kevin Ullyett      | Jan-Michael Gambill Scott Humphries | 7–5, 6–3      |
| 11. | 17 aprile 2000   | Estoril Open, Estoril               | Terra rossa    | Donald Johnson     | David Adams Joshua Eagle            | 6–4, 7–5      |
| 12. | 26 giugno 2000   | Nottingham Open, Nottingham         | Erba           | Donald Johnson     | Ellis Ferreira Rick Leach           | 1–6, 6–4, 6–3 |
| 13. | 30 ottobre 2000  | Swiss Indoors, Basilea              | Sintetico      | Donald Johnson     | Roger Federer Dominik Hrbatý        | 7–6, 4–6, 7–6 |
| 14. | 17 dicembre 2000 | Tennis Masters Cup, Bangalore       | Cemento        | Donald Johnson     | Mahesh Bhupathi Leander Paes        | 7–6, 6–3, 6–4 |

#### Finali perse (21)
| N.  | Data             | Torneo                                        | Superficie     | Compagno           | Avversari in finale              | Punteggio          |
| 1.  | 6 aprile 1992    | South African Open, Johannesburg              | Cemento        | Wayne Ferreira     | Pieter Aldrich Danie Visser      | 4–6, 4–6           |
| 2.  | 3 agosto 1992    | Giochi della XXV Olimpiade, Barcellona        | Terra rossa    | Wayne Ferreira     | Boris Becker Michael Stich       | 6–7, 6–4, 6–7, 3–6 |
| 3.  | 12 luglio 1993   | Swiss Open Gstaad, Gstaad                     | Terra rossa    | Hendrik Jan Davids | Cédric Pioline Marc Rosset       | 3–6, 6–3, 6–7      |
| 4.  | 26 luglio 1993   | Stuttgart Masters, Stoccarda (1)              | Terra rossa    | Gary Muller        | Tom Nijssen Cyril Suk            | 6–7, 3–6           |
| 5.  | 14 febbraio 1994 | Internazionali di Lombardia, Milano           | Sintetico      | Hendrik Jan Davids | Tom Nijssen Cyril Suk            | 6–4, 6–7, 6–7      |
| 6.  | 18 aprile 1994   | ATP Nizza, Nizza                              | Terra rossa    | Hendrik Jan Davids | Javier Sánchez Mark Woodforde    | 5–7, 3–6           |
| 7.  | 17 ottobre 1994  | ATP Ostrava, Ostrava                          | Sintetico      | Gary Muller        | Martin Damm Karel Nováček        | 4–6, 6–1, 3–6      |
| 8.  | 13 marzo 1995    | Champions Cup and the Evert Cup, Indian Wells | Cemento        | Gary Muller        | Tommy Ho Brett Steven            | 4–6, 6–7           |
| 9.  | 2 ottobre 1995   | Campionati Internazionali di Sicilia, Palermo | Terra rossa    | Hendrik Jan Davids | Àlex Corretja Fabrice Santoro    | 7–6, 4–6, 3–6      |
| 10. | 22 aprile 1996   | Barcelona Open, Barcellona                    | Terra rossa    | Neil Broad         | Luis Lobo Javier Sánchez         | 1–6, 3–6           |
| 11. | 24 giugno 1996   | Nottingham Open, Nottingham                   | Erba           | Neil Broad         | Mark Petchey Danny Sapsford      | 7–6, 6–7, 4–6      |
| 12. | 7 ottobre 1996   | Grand Prix de Tennis de Lyon, Lione           | Sintetico      | Neil Broad         | Jim Grabb Richey Reneberg        | 2–6, 1–6           |
| 13. | 12 maggio 1997   | ATP German Open, Amburgo                      | Terra rossa    | Neil Broad         | Luis Lobo Javier Sánchez         | 3–6, 6–7           |
| 14. | 9 marzo 1998     | Rotterdam Open, Rotterdam                     | Sintetico      | Neil Broad         | Jacco Eltingh Paul Haarhuis      | 6–7, 3–6           |
| 15. | 13 luglio 1998   | Swedish Open, Båstad                          | Terra rossa    | Lan Bale           | Magnus Gustafsson Magnus Larsson | 4–6, 2–6           |
| 16. | 12 ottobre 1998  | Swiss Indoors, Basilea                        | Cemento indoor | Kevin Ullyett      | Olivier Delaître Fabrice Santoro | 3–6, 6–7           |
| 17. | 11 gennaio 1999  | Qatar Open ATP, Doha                          | Cemento        | Kevin Ullyett      | Alex O'Brien Jared Palmer        | 3–6, 4–6           |
| 18. | 18 ottobre 1999  | Vienna Open, Vienna                           | Cemento indoor | Kevin Ullyett      | David Prinosil Sandon Stolle     | 3–6, 4–6           |
| 19. | 6 marzo 2000     | Chile Open, Santiago del Cile                 | Terra rossa    | Lan Bale           | Gustavo Kuerten Antonio Prieto   | 2–6, 4–6           |
| 20. | 23 ottobre 2000  | Grand Prix de Tennis de Toulouse, Tolosa      | Cemento indoor | Donald Johnson     | Julien Boutter Fabrice Santoro   | 6–7, 6–4, 6–7      |
| 21. | 6 novembre 2000  | Stuttgart Masters, Stoccarda (2)              | Cemento indoor | Donald Johnson     | Jiří Novák David Rikl            | 6–3, 3–6, 4–6      |

### Doppio misto

#### Vittorie (1)
| N. | Data          | Torneo                | Superficie  | Compagna           | Avversari in finale       | Punteggio     |
| 1. | 5 giugno 1999 | Roland Garros, Parigi | Terra rossa | Katarina Srebotnik | Rick Leach Larisa Neiland | 6-3, 3-6, 6-3 |